# Manuel Quintano
Manuel Esteban Quintano Quintano (Labastida, 1756 - Llodio, 16 de junio de 1818) fue un eclesiástico y viticultor español, destacado por haber sido quien importó de Burdeos (Francia) las técnicas de elaboración del vino que, más tarde, se extendieron por toda la La Rioja y el resto de España.

## Biografía
Nacido en el seno de una familia alavesa con importantes propiedades agrícolas, entre ellas viñedos, se formó en su ciudad natal, completando estudios en Bayona y ordenándose sacerdote en 1782. Gracias al Inquisidor General, Manuel Quintano Bonifaz que era pariente suyo, fue canónigo de la catedral de Burgos y, más tarde, deán. Interesado por las técnicas de elaboración del vino de Burdeos, en 1785 y 1786 viajó a Francia con ocasión de un concurso de ideas creado en el País Vasco para dar salida a la cuantiosa producción de vino del año. En Burdeos estudió con detenimiento todo el proceso de elaboración desde la vendimia al trasiego. Al año siguiente presentó sus estudios y trabajos en Bilbao, donde obtuvo el premio, señalando las notables diferencias entre los procesos que se llevaban en España y Francia. Así, destacó tres claves diferenciadores: la eliminación de la mayor parte del rampojo (la raspa que queda del racimo después de que las uvas han sido pisadas) durante el pisado, la prensa suave de la uva para evitar transmitir sabores a la misma que, a la larga, serían perjudiciales, y el delicado proceso y técnica del trasiego y clarificación para afinar la calidad de los caldos. Establecido en sus tierras junto con sus hermanos Diego y José Vicente, comenzó un proceso de experimentación siguiendo las técnicas bordelesas y obteniendo unos vinos que alcanzaron gran fama. Su técnica, no obstante, solo se extendió a sus hermanos, su hermana política y Ramona de Albiz, que desarrollan el mismo método. Los buenos resultados le animaron a solicitar autorización para poder realizar envíos a la América española y en 1795 realizó el primero: 10 toneles y más de 1000 botellas. Sin embargo, el resto de cosecheros de la zona se resistieron al cambio, en especial por el encarecimiento que suponía, y establecieron normas igualitarias de producción, obviando las aportaciones de Quintano. Esta situación le obligó a recurrir al Consejo Real que, en 1804, tras un largo proceso, le dio la razón. Después, la invasión napoleónica paralizó los cultivos, y aunque terminada la guerra Quintano se propuso volver a Burdeos a continuar sus investigaciones, falleció antes de poder realizar el viaje.